# Maniola dysdorina
Maniola dysdorina är en fjärilsart som beskrevs av Rühl 1894. Maniola dysdorina ingår i släktet Maniola och familjen praktfjärilar. Inga underarter finns listade i Catalogue of Life.